# Eparchia gorłowska
Eparchia gorłowska – jedna z eparchii Ukraińskiego Kościoła Prawosławnego Patriarchatu Moskiewskiego, z siedzibą w Gorłówce. Jej obecnym ordynariuszem jest metropolita gorłowski i słowiański Mitrofan (Nikitin), zaś funkcje katedry pełnił sobór św. Mikołaja w Gorłówce. Obecną świątynią katedralną jest sobór Objawienia Pańskiego w tym mieście.

Eparchia gorłowska na tle podziału administracyjnego UKP PM

Eparchia powstała w 1994 poprzez wydzielenie z eparchii donieckiej. Według danych z 2007 liczyła 223 parafie zgrupowane w 11 dekanatach, ponadto w jej granicach funkcjonowały dwa żeńskie klasztory: monaster św. Sergiusza w Serhijiwce oraz monaster św. Stefana w Stepanowce. W 2016 r. w Łymanie powstał żeński skit Opieki Matki Bożej, przekształcony w następnym roku w monaster. W 2021 r. w skład eparchii wchodziło 278 parafii, zgrupowanych w 16 dekanatach. Działały też 3 monastery.
Pierwszym ordynariuszem eparchii był Alipiusz (Pohrebniak), który sprawował urząd od powstania administratury do 2007, gdy zastąpił go Mitrofan (Nikitin).